# Santjordia pagesi
Santjordia pagesi — вид сцифоїдних медуз родини Ulmaridae. Описаний у 2023 році.

## Назва
Назва роду Santjordia відноситься до червоного хреста Святого Георгія (каталонською Sant Jordi), форма і колір якого добре відповідають характерній основі шлунка цієї тварини. Святий Георгій також є покровителем Каталонії, де перший автор розпочав цю роботу під час творчої відпустки в Каталонській лабораторії систематики.
Назва виду pagesi дана на честь доктора Франсеска Пажеса, який приймав першого автора під час його творчої відпустки в Барселоні та познайомив його з тонкощами систематики кнідарій.

## Поширення
Вид поширений на заході Тихого океану. Типовий зразок був помічений на місці та спійманий на глибині 812 м у кальдері Сумісу на островах Огасавара в Японії.